# 鍾佩玲
鍾佩玲（1979年3月27日—）是臺灣政治人物、新聞主播，現任臺北市議會議員（第一選舉區，民主進步黨籍）。曾為民進黨中央執行委員，2024年7月當選為民進黨中央常務委員。她在民進黨內被視為綠色友誼連線成員。

## 早年
鍾佩玲曾任TVBS生活組記者、東森新聞財經組記者以及三立新聞生活組記者與主播。婚後擔任公公陳勝宏成立的台灣新動力智庫教育文化組召集人、台灣綠色文化協會執行長等職務。2014年3月20日起加入壹電視。

## 選舉紀錄
| 年度 | 選舉屆數               | 選舉區           | 所屬政黨   | 得票數 | 得票率 | 當選標記 | 備註 |
| ---- | ---------------------- | ---------------- | ---------- | ------ | ------ | -------- | ---- |
| 2018 | 第十三屆臺北市議員選舉 | 臺北市第一選舉區 | 民主進步黨 | 18,423 | 6.57%  |          |      |
| 2022 | 第十四屆臺北市議員選舉 | 臺北市第一選舉區 | 民主進步黨 | 18,264 | 6.63%  |          |      |

## 個人生活
鍾佩玲出生於臺北縣，亦是家族出身於屏東縣萬巒鄉的客家人。
2013年與民進黨前立法委員薛凌長子何利偉結婚，證婚人為時任立法院院長王金平，伴娘為王金平長女王馨敏。何利偉出身北投望族，繼父為民進黨綠色友誼連線代表人物陳勝宏。
何利偉胞弟為立委何志偉。2018年何志偉因正在就讀博士班而決定暫別議壇，由嫂子鍾佩玲披掛上陣參選台北市議員，順利當選。2019年1月，何志偉投入2019年臺北市第二選舉區立法委員缺額補選，並順利當選。

## 外部連結
- 鍾佩玲個人網站 （页面存档备份，存于）
- 臺北市議會全球資訊網-議員鍾佩玲簡介 （页面存档备份，存于）
- 鍾佩玲的Facebook專頁
- YouTube上的鍾佩玲頻道